# Orthocis ishiharai
Orthocis ishiharai là một loài bọ cánh cứng trong họ Ciidae. Loài này được Kawanabe miêu tả khoa học năm 1994.